# Halin (Puste Łąki)
Halin – osada wsi Puste Łąki w Polsce, położona w województwie mazowieckim, w powiecie wyszkowskim, w gminie Wyszków. Leży nad Liwcem, na północ od Pustych Łąk, wzdłuż ulicy Loretańskiej, w kierunku na Loretto.
W latach 1975–1998 miejscowość administracyjnie należała do województwa ostrołęckiego.